# Myŏnggan
Myŏnggan (kor. 명간군, Myŏnggan-gun) – powiat w Korei Północnej, w prowincji Hamgyŏng Północny. W 2008 roku liczył 99 557 mieszkańców. Graniczy z powiatami Ŏrang na północy, Myŏngch’ŏn na południu i Kilju na zachodzie. Przez powiat przebiega najdłuższa w kraju, łącząca Pjongjang i strefę ekonomiczną Rasŏn linia kolejowa P’yŏngna. 80% jego terytorium zajmują lasy.

## Historia
Przed wyzwoleniem Korei spod okupacji japońskiej tereny należące do powiatu wchodziły w skład powiatu Myŏngch’ŏn. Jako samodzielna jednostka administracyjna powiat Myŏnggan powstał w grudniu 1952 roku. Został utworzony z należących do powiatu Myŏngch’ŏn miejscowości (kor. myŏn): Puk (Północ), Hau, Sŏ (Zachód), z 11 wsi miejscowości Tong (Wschód), 10 wsi miejscowości Nam (Południe), a także z trzech wsi należących do miejscowości Ŏrang (powiat Kyŏngsŏng).

## Podział administracyjny powiatu
W skład powiatu wchodzą następujące jednostki administracyjne:
| Nazwa jednostki administracyjnej | Rodzaj jednostki administracyjnej | Chosŏn’gŭl   | Hancha       |
| -------------------------------- | --------------------------------- | ------------ | ------------ |
| Myŏnggan-ŭp                      | miasteczko                        | 명간읍       | 明澗邑       |
| Kŭkdong-rodongjagu               | dzielnica pracownicza             | 극동로동자구 | 極洞勞動者區 |
| Ryongban-rodongjagu              | dzielnica pracownicza             | 룡반로동자구 | 龍蟠勞動者區 |
| Ryanghwa-rodongjagu              | dzielnica pracownicza             | 량화로동자구 | 良化勞動者區 |
| Hwaryong-ri                      | wieś                              | 화룡리       | 花龍里       |
| Kwang'am-ri                      | wieś                              | 광암리       | 廣岩里       |
| Sinyang-ri                       | wieś                              | 신양리       | 新陽里       |
| Honam-ri                         | wieś                              | 호남리       | 湖南里       |
| Samp'o-ri                        | wieś                              | 삼포리       | 三浦里       |
| Yangch'ŏn-ri                     | wieś                              | 양천리       | 楊川里       |
| Ripsŏk-ri                        | wieś                              | 립석리       | 立石里       |
| Myŏngnam-ri                      | wieś                              | 명남리       | 明南里       |
| Hosan-ri                         | wieś                              | 호산리       | 虎山里       |
| Paengnok-ri                      | wieś                              | 백록리       | 白鹿里       |
| Kŭndong-ri                       | wieś                              | 근동리       | 芹洞里       |
| Hamjin-ri                        | wieś                              | 함진리       | 咸鎭里       |
| Hau-ri                           | wieś                              | 하우리       | 下雩里       |
| Hap'yŏng-ri                      | wieś                              | 하평리       | 下坪里       |
| Ryongdong-ri                     | wieś                              | 룡동리       | 龍洞里       |
| Ryongdok-ri                      | wieś                              | 룡덕리       | 龍德里       |
| Sangjang-ri                      | wieś                              | 상장리       | 上場里       |
| Hawŏl-ri                         | wieś                              | 하월리       | 下月里       |
| Ch'ŏngryong-ri                   | wieś                              | 청룡리       | 靑龍里       |
| Kosŏng-ri                        | wieś                              | 고성리       | 古城里       |
| Puam-ri                          | wieś                              | 부암리       | 富岩里       |
| Puhwa-ri                         | wieś                              | 부화리       | 富禾里       |